# Permanent University Fund
Permanent University Fund (PUF) är en delstatlig investmentfond, i Texas, USA, vars syfte är att främja högre utbildning inom delstaten. 

## Historik
Fonden kom till i samband med Texas konstitution av år 1876.